# 生态绿党
生态绿党（西班牙語：Verdes Equo）是西班牙的一个左翼政党。该党成立于2011年6月4日，当时取名为生态。由35个绿党合并而成。2021年3月，改用现名。该党的意识形态是绿色政治、生态女权主义、社会生态学、另类全球化、后资本主义、后增长、亲欧洲主义、反消费主义。该党的发言人是Rosa Martínez和Juan López de Uralde。该党的总部位于马德里。该党是联合我们能、欧洲绿党和全球绿党的成员。